# Akane Takayanagi
Akane Takayanagi (高柳明音, Takayanagi Akane), née le 29 novembre 1991 dans la préfecture d'Aichi, au Japon, est une chanteuse, idole japonaise du groupe de J-pop SKE48.